# Альмлёф, Шарлотта
Анна Мария Франциска «Шарлотта» Альмлёф (швед. Anna Maria Franziska "Charlotta" Almlöf, урождённая Фиккер (швед. Ficker); 16 июня 1813 — 11 ноября 1882), — шведская театральная актриса. Она принадлежала к числу ведущих актрис Королевского драматического театра Швеции .

## Биография
Шарлотта Альмлёф была дочерью Кристиана Фредрика Фикера, музыканта Королевского придворного оркестра, и Йоханны Шарлотты Видерберг, а также сестрой оперной певицы Матильды Гельхор.

### Карьера
Шарлотта Фиккер была зачислена в Театральную школу (швед. Dramatens elevskola) в 1830 году, дебютировав в Королевском драматическом театре 23 сентября 1831 года. С 1834 по 1856 год она работала там в качестве главной актрисы. Шарлотта вышла замуж за своего наставника, актёра Нильса Альмлёфа в 1839 году и с тех пор была известна под фамилией Альмлёф.
Современники находили Шарлотту Альмлёф красивой и грациозной актрисой. Она снискала популярность, исполняя роли кокетливых девушек и игривых дам в модном тогда жанре французских салонных комедий. В какой-то степени она рассматривалась как преемница Шарлотты Эрикссон, актрисы почти на 20 лет её старше. Альмлёф была очень популярна среди зрителей, что сделало её звездой театра. В 1843 году ей назначили жалованье в 1333 риксдалера, что сделало её членом элиты театрального коллектива. Однако она никогда не пользовалась популярностью подобной зрительской у критиков, которые часто называли её хорошенькой, декоративной и грациозной, но слишком манерной, искусственной и поверхностной и считали, что публика её сильно переоценивает. Ей было дано следующее описание:
«У м-с А. была красивая фигура, много чувства и грации, а также некоторая детская наивность, которая придавала её выступлению нечто привлекательное и делала её популярной среди зрителей. Одарённая слабым, но очень грациозным голосом, она в начале своей карьеры была задействована в комических операх и водевилях».